# Восстание Барабаша и Пушкаря
Восстание Барабаша и Пушкаря — восстание Левобережной Украины эпохи гражданской войны 1657—1687 годов (Руины) против пропольского гетмана Войска Запорожского Ивана Выговского.

## Предыстория

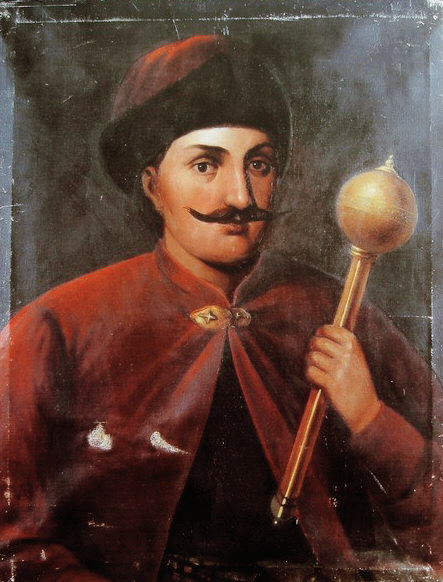
Гетман Войска Запорожского Иван Выговский

27 августа 1657 года гетманом Войска Запорожского был выбран Иван Выговский. Это событие сразу раскололо казачество.
Проезжавший по Украине в 1657 году греческий митрополит Колоссийский Михаил рассказывал, что «гетмана Ивана Выговского заднепровские черкасы любят. А которые по сю сторону Днепра, и те де черкасы и вся чернь ево не любят, а опасаютца того, что он поляк, и чтоб де у него с поляки какова совету не было». Противоречивая личность нового гетмана вызвала сильную оппозицию. Не «природный казак», а купленный у татар за лошадь «лях», женатый на дочери польского магната, вызывал недоверие и откровенную неприязнь среди многих ближайших сподвижников Богдана Хмельницкого.
Особенно сильной была оппозиция со стороны Запорожской Сечи. Уже в октябре 1657 года запорожцы во главе с кошевым атаманом Яковом Барабашем открыто выступили против нового гетмана, отказавшись признать его власть. Их не устраивало то, что он был избран без согласия Запорожской Сечи и, как они заявляли, что он «не природной запорожской казак, а взят из Полского войска на бою в языцех». Восставшие обвиняли Выговского в измене за его сношения с Польшей и Крымом.

## Восстание

### Причины и начало восстания

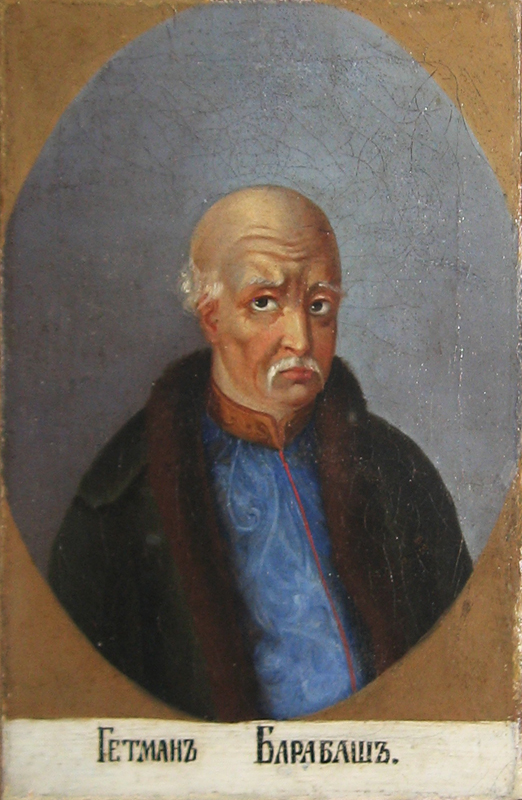
Кошевой атаман Яков Барабаш

Встретив противодействие со стороны Сечи, Выговский перешёл к решительным действиям. Он сумел организовать экономическую блокаду Сечи и добиться отставки Барабаша. Как сообщал находившийся при гетмане посланец царя Алексея Михайловича стряпчий Дмитрий Рагозин, запорожцы отправили к гетману послов, «а которыя, де, были воры, заводчики, и они, де, все розбежались». Несмотря на это, гетман выставил запорожцам жесткое требование — выдать ему Барабаша. Это было связано с тем, что к этому времени стало известно про отправку казаками посланцев в Москву с жалобами на гетмана. Посольство казаков во главе с Михаилом Стринджей прибыло в Москву к 3 декабря 1657 года.
Среди требований казаков на первый план выступил вопрос о жаловании. Этот вопрос возник еще при жизни Хмельницкого. Согласно Переяславским статьям Войску Запорожскому за службу должно было выплачиваться жалование, которое должно было отчисляться со сборов с неказацкого населения Войска. Один раз из Москвы были направлены 60 000 золотых на выплату жалования, но казакам эти деньги не поступили. После отправка денег не производилась, так как никаких доходов в Москву от Войска не перечислялось. Предполагалось, что гетман сам выплачивает жалование из собираемых доходов. Но жалование казакам не поступало. Как говорили казаки, «а что, де, каких поборов в Войске Запорожском сбираетца, и то все сбирает к себе гетман же, а в Войско ничего не дает». В связи с таким положением казаки просили назначить расследование и выяснить, куда делись деньги, которые собирались с Войска четыре года, но «в казну царского величества не доходили и до рук Войску Запорожскому по привилею царскому на жалование не давано». Царские посланники должны были вернуть пропавшие деньги и выплатить Войску жалование. Для недопущения повторения такой ситуации запорожцы готовы были принять в городах царских воевод, которые должны были осуществлять сборы налогов и выплачивать жалование Войску.
Запорожские послы добивались от царя созыва рады, в которой должна была принять участие вся «чернь» Войска Запорожского, как с «волости», так и из Сечи. На раде гетман и полковники должны были сложить с себя полномочия, и на их место рада должна была избрать новых людей. Выговского казаки требовали посадить в тюрьму или выслать из страны. Для оправдания таких требований казаки выдвинули в адрес гетмана обвинения в измене. В доказательство посланцы Сечи передали в Москве перехваченные письма Выговского к крымскому хану и его визирю Сефер-газы. Как заявили запорожцы, «по тем его тайным посилкам надеятца от него всякие измены».
В это время гетман Выговский приехал в Переяслав, где стоял корпус князя Григория Ромодановского. В беседах с князем Выговский выдвинул встречные обвинения в адрес запорожцев. Он уверял князя, что запорожцы «старшин своих… хотят побить и поддатца крымскому хану». Гетман просил князя не распускать войска, перейти Днепр и, соединившись с Уманским, Белоцерковским и Браславским полками, встать заслоном от поляков, пока гетман не подавит смуту в Войске. Из Переяслава Выговский направил в Москву письма с просьбой не верить запорожцам, а за самовольство арестовать их и наказать.
Сложившаяся ситуация требовала быстрого решения. И такое решение было принято. На Украину отправлялся пользовавшийся большим доверием царя окольничий Богдан Хитрово. Гетманским послам была вручена грамота, в которой сообщалось, что к Войску царь посылает «ближнего» своего человека, который примет присягу избранного Войском Запорожским гетмана. Одновременно царь не стал выполнять просьбу гетмана арестовать посланцев Сечи. Вместо этого на Сечь была направлена царская грамота в которой сообщалось, что царь созывает раду в Переяславе, чтобы «советом всего Запорожского Войска все дела успокоити, чтоб впредь меж вами был совет и соединение, а розни меж вами никакие не было».

### Разрастание восстания
Пока Хитрово добирался до Чигирина, ситуация в Войске резко обострилась. Несмотря на то, что новый кошевой Пашко заявлял, что Сечь подчиняется гетману, волнения не прекратились. В декабре 1657 полтавский полковник Мартын Пушкарь, поддержав восставшую Сечь, начал восстание на территории своего полка. Пушкарь распространил письма, в которых говорил, что царь Алексей Михайлович объявляет ему свою поддержку, «дал пушки и знамёна», и что на поддержку восставшим идет царское войско. Недовольные прокрымской политикой гетмана запорожцы, городовые казаки и «чернь» стекались в Полтаву под начало Пушкаря. Из «черни» образовали полк «дейнеков». Полк этот возглавил Иван Донец, который «собрал себе из винников, броварников, пастухов и наймитов людских полк пехотный, наименовавши его дейнеками; который полк мало в себе имел… оружием до войны приличным, но только с рогатинами, косами и киями…».
Гетман Выговский послал на Полтаву войско во главе с полковником И. Богуном, но в сражении под Полтавой 25 января 1658 года войско Богуна было разбито Пушкарем и отступило. 28 января 1658 года Хитрово прибыл в Переяслав.

### Рада в Переяславе
Заявления восставших о царской поддержке вызывали серьёзную обеспокоенность Выговского. 17 января 1658 года Выговский встретился с путивльским воеводой боярином Никитой Зюзиным. На встрече с воеводой, кроме гетмана, присутствовали и такие влиятельные в Войске полковники, как Григорий Лесницкий и Иван Богун. Гетман настойчиво заявлял воеводе, что нет никаких причин для того, чтобы царь гневался на гетмана, который был верен прежде и верен теперь. Гетман обещал, что во время его поездки в Москву он даст тайные советы царю и патриарху, как подчинить Войско Запорожское. Обещал склонить шведского короля к миру, а «на обрадование и на потверженье всему Войску Запорожскому» гетман приглашал Алексея Михайловича и патриарха посетить Киев. Такая позиция гетмана давала миссии Хитрово шансы на успех.
Первой и самой главной задачей для Хитрово было провести процедуру официального утверждения гетмана от имени верховного сюзерена царя Алексея Михайловича. 7 февраля 1658 года в Переяславе состоялась рада. На раду прибыли гетман Выговский, судьи, полковники, большое количество казаков и митрополит киевский Дионисий Балабан. В присутствии полковников Иван Выговский отдал гетманскую булаву посланцу царя. В ответ Хитрово вернул булаву гетману и публично заявил, что царь жалует Ивана Выговского булавой и гетманством. Войску Запорожскому была выдана новая жалованная грамота и Выговский получил подтверждение своего права на власть. Гетман заявил, что Войско Запорожское готово участвовать в войне с Речью Посполитой и он уже приказал рассылать «универсалы», чтобы казаки готовились к войне. Объявлялось, что Войско Запорожское готово принять участие в войне со Швецией и с каждым неприятелем царя. На переговорах было дано принципиальное согласие на присылку в города «Малой Росии» воевод. Конкретные решения должны были состояться во время посещения гетманом Москвы.
После этого перед Хитрово встала другая задача. Несмотря на приглашение, Пушкарь на раду в Переяславе не явился. Хитрово обещал на раде, что сам склонит Пушкаря к миру, даже если для этого придется применить силу. Положение Хитрово осложнилось, когда Пушкарь заявил, что отказывается признавать решения рады и созывает новую раду в Лубнах. 25 февраля Хитрово прибыл в Лубны, где прилуцкий полковник Петр Дорошенко принес новую присягу царю. Царского окольничего сопровождали Ирклиевский и Прилуцкий полки. Таким образом, созыв рады в Лубнах был сорван. В результате Хитрово удалось погасить конфликт мирным путём. 5 марта Пушкарь прибыл в Лубны, принес публичную присягу царю и «своевольное войско распустил». Цели миссии Хитрово были достигнуты, князь Ромодановский, стоявший в Переяславе, получил приказ распустить войска.

### Продолжение восстания
Вскоре выяснилась непрочность достигнутых соглашений. Пушкарь, хоть и распустил войско, но гетману не подчинялся и продолжал удерживать занятые ранее земли Чигиринского полка. В то же время к Пушкарю присоединяется Миргородский полк. 8 марта казаки полка созвали раду, отстранили наказного полковника Леонтия Козла, избрали полковником Степана Довгаля и постановили не подчиняться полковнику Григорию Лесницкому. В это время на Украину прибыл новый посланник от царя Фирс Байбаков, который ехал к Пушкарю с царским посланием. Алексей Михайлович требовал от полковника подчиниться власти Выговского, избранного «по единогласному обранью всего войска» и распустить казаков по домам. Но встретиться с Пушкарем Байбаков не успел. Гетман выслал против восставших наказного гетмана Григория Гуляницкого с Нежинским, Прилуцким и Черниговским полками, которые осадили Лохвицу, и Пушкарь объявил мобилизацию. Осада шла неудачно для Гуляницкого, казаки не хотели воевать с казаками, а часть сотен собственного полка Гуляницкого — Нежинского, пыталась перейти на сторону Пушкаря. В результате 18 марта наказной гетман снял осаду и отступил. В конце марта 1658 года запорожцы снова избирают Якова Барабаша кошевым.
В конце марта в Путивль прибыло посольство от Пушкаря во главе с Иваном Искрой и сыном Пушкаря Марком. В Путивле посольство встретилось с Байбаковым. На этот раз восставшие могли подтвердить свои обвинения в адрес гетмана конкретными данными. Искра сообщил, что под Канев уже пришли крымские татары и что гетман Выговский посылал полковника Павла Тетерю к полякам «призывать ляхов на разорении Малой Росии его великого государя Черкасским городам».
Активные переговоры гетмана с представителями Речи Посполитой начались в марте 1658 года, когда Павел Тетеря встретился со Станиславом Беневским. На этих переговорах, прежде всего, обсуждался план военных действий против России. Вместе с тем Беневский, который в письме королю высказал уверенность в верности Тетери, не решился высказать ту же уверенность в адрес гетмана.
Царь Алексей Михайлович не верил Пушкарю, доверяя гетману, и пытался примирить стороны, указывая Пушкарю, что он должен подчиниться власти Выговского «и жити с гетманом в совете и любви и послушании…, чтоб тому бунтовству неприятели не порадовались и безвестно зла над вами какого не учинили». Алексей Михайлович также указывал и гетману, чтобы он с татарами «на его государевы Черкасские города не ходил, и христианским душам большого кровопролития не учинил».
20 марта в Киев прибыл отец Выговского Остафий, который встретился с киевским воеводой Андреем Бутурлиным. Остафий сообщил, что гетман созвал раду, которая постановила просить царя, чтобы он «прислал в Малую Росию ратных людей для укрепления казацких шатостей». В Москву от гетмана посылался Григорий Лесницкий, который должен был объяснить царю причины, по которым гетман заключил соглашение с татарами.
Не день, не два Виговський гетьман

До Полтави сучив.

У самого сорок тисяч,

Та єще й ляхів вів.

Ой куди то просучий Виговський

Ляхів вів?

Ой вів, вів ляхів

Супротив козаків.

Ой вів, вів ляхів

Супротив Пушкаря.

<...>
Пока продолжались переговоры в Москве, конфликт на Украине продолжал накаляться. Когда в конце апреля в Чигирин прибыл посланец царя стольник Иван Апухтин, гетман уже определился в решении подавить восстание с помощью Крыма. Для подавления оппозиции Выговский призвал на помощь крымских татар, расплачиваясь с ними «живым товаром», — населением разорённых украинских городов и местечек. Земли Полтавского и Миргородского полков становятся ареной военных действий.

Соединившись с Ордой, 4 мая 1658 года Выговский выступил к Полтаве и запер там Пушкаря. Осада затягивалась, а тут ещё на сторону восставших перешёл пользовавшийся большим уважением соратник Богдана Хмельницкого полковник Филон Джеджалий. Он стоял у самых истоков восстания Хмельницкого ещё в 1648 году, переведя на сторону Хмельницкого реестровых казаков. Джеджалий условился с Пушкарём, что ночью восставшие нападут на лагерь Выговского, а он перейдёт на их сторону. Когда 11 июня 1658 Пушкарь сделал вылазку с большим отрядом, Джеджалий со своими казаками присоединился к ним, и вместе они напали на шатёр Выговского. Но оказалось, что гетман знал о нападении и был наготове. Он спал не раздеваясь и, услышав шум, бросился бежать, схватил коня и ускакал к татарам, стоявшим в миле от его лагеря. Обнаружив отсутствие Выговского в шатре, Пушкарь обвинил Джеджалия в измене и тут же убил его. В это время Выговский с татарами напали на Пушкаря. В бою Пушкарь погиб, а его голову принесли Выговскому.
Затем штурмом были взяты и разгромлены Лубны и Гадяч. Тысячи городских и сельских жителей «с женами и детьми» с согласия гетмана были уведены ордынцами в Крым и проданы в рабство на невольничьих рынках.
Барабаш, ища защиты Москвы, отступил в русские украинные города. В августе 1658 по просьбе гетмана и по царскому указу он был арестован. Однако 24 августа, когда дворянин Яков Левшин в сопровождении 200 драгун из полка Иоганна Инвалта и донских казаков вёз Барабаша на суд из Белгорода в Киев, на конвой неожиданно напали сторонники Выговского. Барабаш был доставлен к гетману и казнён.

## Последствия
После подавления восстания весной-летом 1658 года гетман Выговский начал репрессии против старшины. В июне 1658 года по приказу гетмана был убит переяславский полковник Иван Сулима, через несколько месяцев лишился головы новый переяславский полковник Колюбаца, расстреляли корсунского полковника Тимофея Оникиенко, вместе с полковниками были казнены 12 сотников разных полков. Спасаясь от гетмана, на Сечь бежали уманский полковник Иван Беспалый, паволоцкий полковник Михаил Суличич и генеральный есаул Иван Ковалевский. Яким Самко бежал на Дон.
Жестокое подавление восстания не привело к полному уничтожению оппозиции. Жестокости выговцев в полной мере вылились на их головы осенью 1658 года, во время похода Белгородского полка на Украину, когда разъярённые ополченцы и запорожцы грабили и жгли украинские города. Даже Ромодановский и казачьи старшины не могли их остановить. Казаки мстили сторонникам Выговского за то, что «их разоряли, домы пожгли, и жон и детей татаром отдали».

## В культуре
События восстания воспроизводятся в советском художественном фильме 1956 года «Пламя гнева».